# 林依婷
林依婷（1997年7月13日—），中国童星、歌手，出生于杭州。11岁时就获得过第八届中国少年儿童歌曲卡拉OK电视大赛全国总决赛的金奖和最佳形象代言奖。2007年被《中港澳国际新闻报》评为该年度的形象大使，曾受邀参加过中国中央电视台的《让每个孩子成功》《让爱点燃希望》《与您相约》、少儿歌手演唱电视大赛等节目。2010年，原创歌曲《爸爸的雪花》入围2010年全国儿童歌曲大奖赛决赛。推出过的个人专辑有《就喜欢》《像孩子一样》等。

## 電視劇
- 2014年 四十九日·祭 飾 朱二小姐